# 방빠인 아유타야 FC
방빠인 유나이티드 FC(태국어: สโมสรฟุตบอล บางปะอิน อยุธยา )는 태국 아유타야주 방빠인군에 연고지를 둔 태국의 축구단이다.
현재 태국 아마추어 리그 서부 지역에서 뛰고 있다.

## 역대 감독
| 감독            | 임기 |
| --------------- | ---- |
| 스기야마 고이치 | 2014 |
| 소에지마 히로시 | 2015 |